# Joseba del Olmo
Joseba del Olmo García (Baracaldo, Vizcaya, 20 de junio de 1981) es un exfutbolista español que jugaba como centrocampista.
Es licenciado en Ciencias Económicas.
Hoy en día (2024) ejerce como entrenador del Orioko (Orio), dirigiendo al segundo regional.

## Trayectoria
Del Olmo empezó su carrera deportiva en Sporting de Lutxana de Baracaldo. Después pasó por el SD Lemona, Arenas Club de Guecho, Barakaldo CF y Sestao River. Hasta que recaló, en la temporada 2007-08, en la SD Eibar, equipo con el que disputó un total de 33 encuentros y marcó 5 goles en Segunda División. 
El Athletic Club se hizo con sus servicios en junio de 2008, debido al interés que el entrenador Joaquín Caparrós mostró hacia él. Fernando García Macua consiguió ficharle pagando la cláusula de rescisión de 300.000 euros. Tras disputar pocos minutos con el equipo rojiblanco; en junio del 2009 rescindió contrato, firmando un acuerdo con el Hércules C.F.
En agosto del 2010, el Hércules CF lo cedió a la SD Ponferradina. En enero de 2012, la SD Eibar hizo oficial su fichaje para lo que restaba de campaña y la siguiente. Permaneció en Ipurúa hasta junio de 2013, consiguiendo el ascenso a la Liga Adelante.
El 23 de julio de 2013 fichó por el CD Laudio, equipo recién ascendido a la Segunda División B, en el que permaneció una temporada. Su último equipo profesional fue el CD Lagun Onak, en el que se retiró en 2015.

## Clubes
| Club                     | País   | Año       |
| ------------------------ | ------ | --------- |
| Sporting Club de Lutxana | España | 1999-2000 |
| Arenas Club              | España | 2000-2002 |
| SD Lemona                | España | 2002-2004 |
| Barakaldo CF             | España | 2004-2006 |
| Sestao River Club        | España | 2006-2007 |
| SD Eibar                 | España | 2007-2008 |
| Athletic Club            | España | 2008-2009 |
| Hércules C.F.            | España | 2009-2010 |
| SD Ponferradina          | España | 2010-2011 |
| SD Eibar                 | España | 2011-2013 |
| CD Laudio                | España | 2013-2014 |
| CD Lagun Onak            | España | 2014-2015 |